# Jarlsætet
Jarlsætet (norwegisch für Jarlsitz) ist eine kleine Gruppe von Nunatakkern im ostantarktischen Königin-Maud-Land. Sie ragen 5 km nördlich des Risen auf und markieren den nordöstlichen Ausläufer der Gjelsvikfjella. 
Norwegische Kartografen, die sie auch benannten, kartierten sie anhand von Vermessungen und Luftaufnahmen der Dritten Norwegischen Antarktisexpedition (1956–1960). Namensgeber ist Jarl Tønnesen, Meteorologe dieser Expedition zwischen 1956 und 1958.